# ناقوس جدایی (آلبوم)
ناقوس جدایی (به انگلیسی: The Division Bell) چهاردهمین آلبوم استودیویی گروه موسیقی راک انگلیسی پینک فلوید است که در ۲۸ مارس ۱۹۹۴ به‌وسیلهٔ ئی‌ام‌آی رکوردز در بریتانیا و در ۵ آوریل به‌وسیلهٔ کلمبیا رکوردز در ایالات متحده عرضه شد.
ناقوس جدایی دومین آلبومی از پینک فلوید بود که راجر واترز در آن حضور نداشت. این آلبوم در چند استودیو ضبط شد، شامل بریتانیا رو و استودیوی خانه‌قایقی دیوید گیلمور با نام آستوریا. آهنگ‌های آلبوم عمدتاً توسط دیوید گیلمور و ریچارد رایت نوشته شده است.
این آلبوم به رتبهٔ یک در بریتانیا رسید و در جدول موسیقی بیلبورد ۲۰۰ آمریکا در آوریل ۱۹۹۴ مستقیماً به رتبهٔ یک رسید و ۴ هفته را در صدر گذراند. این در حالی بود که آلبوم پیشین پینک فلوید لغزش آنی در عقل به رتبهٔ حداکثر ۳ رسیده بود. ناقوس جدایی به گواهی‌نامهٔ طلا، پلاتین، و دو بار پلاتین در ایالات متحده در ژوئن ۱۹۹۴ و سه بار پلاتین در ژانویهٔ ۱۹۹۹ میلادی رسید.
عرضهٔ این آلبوم همراه با یک تور بسیار موفق بود که در آلبوم تکانه که در سال بعد عرضه شد مستندسازی گردید. در این آلبوم ریچارد رایت برای اولین بار بعد از آلبوم نیمه تاریک ماه به عنوان خواننده حضور دارد و در آهنگ «زیر و رو شدن» خوانندهٔ اصلی است. همسر جدید گیلمور پالی سمسون نیز در سراییدن اشعار این آلبوم نقش داشت.
نام این آلبوم به ناقوس جدایی در پارلمان بریتانیا اشاره دارد که با نواخته شدن آن نمایندگان در دسته‌های جدا و مخالف می‌ایستند و به لایحه‌ای رای موافق یا مخالف می‌دهند.

## بازخورد نقادانه
| بررسی انتقادی            | بررسی انتقادی |
| منبع                     | رتبه‌بندی      |
| ------------------------ | ------------- |
| آل‌میوزیک                 | [ ۵ ]         |
| دانشنامه موسیقی عامه‌پسند | [ ۶ ]         |
| انترتینمنت ویکلی         | D             |
| مارتین سی. استرانگ       | ۶/۱۰          |
| ان‌ام‌ئی                   | ۳/۱۰          |
| پیست                     | ۶٫۱/۱۰        |
| پاپ‌مترز                  | ۷/۱۰          |
| رولینگ استون             | [ ۱۱ ]        |
| Sputnikmusic             | [ ۱۲ ]        |
| آنکات                    | [ ۱۳ ]        |

ناقوس جدایی، اگرچه توسط طرفداران قدیمی این گروه به‌عنوان بازگشتی به دوران اوج تلقی شد، اما نقدهای متفاوتی از سوی منتقدان موسیقی دریافت کرد.
تام سینکلر از انترتینمنت ویکلی این آلبوم را فاقد عمق و معنا دانسته و آن را ترکیبی نامطلوب از خودبزرگ‌بینی موسیقی پراگرسیو راک و سبک نیو ایج معرفی کرده است. تام گریوز از رولینگ استون نیز اجرای دیوید گیلمور را مورد انتقاد قرار داده و معتقد است که سولوی گیتارهای او از وضوح و گیرایی گذشته‌اش فاصله گرفته و تنها در قطعه «از من چه می‌خواهی» نشان می‌دهد که برای اجرا اهمیت قائل است. رابرت کریستگاو از ویلج ویس نیز این آلبوم را بی‌ارزش توصیف کرده است.

## فهرست قطعات
| شماره      | نام                                 | سراینده                      | آهنگساز             | مدت   |
| ---------- | ----------------------------------- | ---------------------------- | ------------------- | ----- |
| ۱.         | «دسته یک»                           | بی‌کلام                       | گیلمور، ریچارد رایت | ۵:۵۸  |
| ۲.         | «از من چه می‌خواهی»                  | گیلمور، پالی سمسون           | گیلمور، رایت        | ۴:۲۱  |
| ۳.         | «دو نظر متفاوت»                     | گیلمور، سمسون، نیک لیرد-کلوز | گیلمور              | ۷:۰۴  |
| ۴.         | «ترک‌شده»                            | بی‌کلام                       | گیلمور، رایت        | ۵:۲۹  |
| ۵.         | «روزی بزرگ برای آزادی»              | گیلمور، سمسون                | گیلمور              | ۴:۱۷  |
| ۶.         | «زیر و رو شدن» (خواننده اصلی: رایت) | آنتونی مور                   | رایت                | ۶:۴۹  |
| ۷.         | «پسش بگیر»                          | گیلمور، سمسون، لیرد-کلوز     | گیلمور، باب ازرین   | ۶:۱۲  |
| ۸.         | «بازگشت به زندگی»                   | گیلمور                       | گیلمور              | ۶:۱۹  |
| ۹.         | «حرفتو ادامه بده»                   | گیلمور، سمسون                | گیلمور، رایت        | ۶:۱۱  |
| ۱۰.        | «شگفت‌زده»                           | گیلمور، سمسون                | گیلمور              | ۵:۱۴  |
| ۱۱.        | «امیدهای زیاد»                      | گیلمور، سمسون                | گیلمور              | ۸:۳۱  |
| مجموع مدت: | مجموع مدت:                          | مجموع مدت:                   | مجموع مدت:          | ۶۶:۳۲ |

## دست‌اندرکاران
پینک فلوید
- دیوید گیلمور - گیتار بیس، گیتار الکتریک و آکوستیک، خواننده، کیبورد و برنامه‌ریز، میکسینگ
- نیک میسن - درام، سازهای کوبه‌ای، برنامه‌ریز
- ریچارد رایت - کیبورد، پیانو و خواننده

## جایگاه در جدول فروش
| سال  | جدول                          | جایگاه |
| ---- | ----------------------------- | ------ |
| ۱۹۹۴ | جدول موسیقی آلبوم‌های بریتانیا | ۱      |
| ۱۹۹۴ | امریکا بیلبورد ۲۰۰            | ۱      |
| ۱۹۹۴ | شیلی (ای‌پی‌اف)                 | ۱      |
| ۱۹۹۴ | نمودارهای نروژ                | ۱      |
| ۱۹۹۴ | ARIA نمودارهای استرالیا       | ۱      |
| ۱۹۹۴ | نمودارهای سوئیس               | ۱      |

| سال  | عنوان                                                                                     | جایگاه | نمودار                    | منابع  |
| ---- | ----------------------------------------------------------------------------------------- | ------ | ------------------------- | ------ |
| ۱۹۹۴ | «پسش بگیر» (ویرایش‌شده)/ «خداوند اخترشناسی (زنده)»                                         | ۷۳     | امریکا                    | [ ۱۹ ] |
| ۱۹۹۴ | «پسش بگیر»                                                                                | ۲۳     | نمودار تک‌آهنگ‌های بریتانیا | [ ۲۰ ] |
| ۱۹۹۴ | «امیدهای زیاد» (نسخه آلبوم)/ «حرفتو ادامه بده» (نسخه آلبوم)/ «یه روز از این روزها» (زنده) | ۲۶     | نمودار تک‌آهنگ‌های بریتانیا | [ ۲۱ ] |